# Lazlo Bane
I Lazlo Bane sono un gruppo alternative rock statunitense, proveniente da Santa Monica (California).
Sono famosi soprattutto per la canzone Superman, utilizzata dapprima nella colonna sonora di The Tao of Steve, poi come sigla d'apertura della serie televisiva Scrubs - Medici ai primi ferri.

## Formazione
- Chad Fischer
- Chris Link
- Tim Bright
- Robert "Chicken" Burke

## Discografia

### Album in studio
- 11 Transistor - 1997
- All the Time in the World - 2002
- Back Sides - 2006
- Guilty Pleasures - 2007

### EP
- Short Style - 1996

### Video musicali
| Year | Song                    | Regista         | Album                     |
| ---- | ----------------------- | --------------- | ------------------------- |
| 1997 | Overkill                | Mark Miremont   | 11 Transistor             |
| 2003 | Superman                | Zach Braff      | All the Time in the World |
| 2006 | Peace Is Our Profession |                 | Back Sides                |
| 2007 | I'm Not in Love         | Heather Seybolt | Guilty Pleasures          |
| 2009 | Big Spill               | Randy Link      |                           |